# Borgoforte
Borgoforte este o comună din provincia Mantova, Italia. În 2011 avea o populație de 3,492 de locuitori.

## Demografie
Format:Demografia/Borgoforte